# Michael Stein (Schlagersänger)
Michael Stein (* 7. August 1950 in Wolfen; † 13. März 2021 in Essen), eigentlich Ekkehard Hessler, war ein deutscher Schlagersänger.

## Leben
Geboren in Wolfen, Kreis Bitterfeld, kam Stein bereits als Kind nach Westdeutschland. Aufgewachsen und zur Schule ging er in Ihringen und Breisach. Als Siebenjähriger erlernte er Akkordeon. In der Schulzeit spielte er in einer Schülerband. Anfang der 1970er Jahre hatte er erste Erfolge als Sänger bei diversen Tanzbands (unter anderem bei The Silver Stars).
Durch die Bundeswehr kam er nach Essen. Bei der Stadt Essen machte er eine Ausbildung und war dort bis zu seiner Pensionierung als Beamter im Ordnungsamt tätig. 1984 erschien seine erste Single als Schlagersänger Die Sonne scheint für mich nicht mehr, womit er sofort überregional bekannt wurde. Er belegte damit im Dezember Platz 3 der ZDF-Hitparade. Es folgten weitere Singles, die ähnlich erfolgreich waren. Er war weitere Male Gast in der ZDF-Hitparade und bei anderen Musiksendungen im Fernsehen. Sein erstes Album erschien 1987 und wurde 120.000 Mal verkauft. Das Repertoire umfasste romantische Schlager. Bis 1992 erschienen weitere Singles, dann wurde es etwas ruhiger um ihn.
1997 setzte er seine Gesangskarriere fort, konnte jedoch nicht mehr an die alten Erfolge anknüpfen, so dass er nach vier Singles (1999) seine Gesangstätigkeit auf Schallplatte zunächst einstellte. Im November 2004 trat er im Rahmen der Feierlichkeiten 25 Jahre Essener Rathaus nach vielen Jahren wieder auf der Bühne auf. Im selben Jahr erschien auch seine Single Komm, geh' nicht vorbei, 2010 folgte die Rundfunksingle Unser Lied im Radio. 
Im Jahre 2014 veröffentlichte Michael Stein den Titel Für immer wir. Bernd Meinunger war der Texter des Titels, welcher sich in diversen Schlagerhitparaden und Airplay-Charts behaupten konnte. Nach der Single Mein Herz im Jahr 2016 und Da ist ein Stern (2018) machte er im selben Jahr mit seinem neuen Album Noch mal aus Träumen Leben machen auf sich aufmerksam. Das Album beinhaltet unter anderem auch Neu-Aufnahmen seiner Hits Sandy Goodbye, Adios Marlena und Die Sonne scheint für mich nicht mehr. Durch die Zusammenarbeit mit DA Music ist Michael Stein mittlerweile auch digital vertreten und unter anderem auch bei Spotify und Amazon Music zu finden. 
Am 13. März 2021 starb der Künstler „plötzlich und unerwartet“.

## Diskografie (Auswahl)

### Alben
- 1987: Meine Träume mit Dir
- 2018: Noch mal aus Träumen Leben machen

### Singles
- 1984: Die Sonne scheint für mich nicht mehr
- 1985: Sandy goodbye
- 1985: Du gehörst zu ihm
- 1986: Adios, Marlena
- 1986: Du bist nicht mehr allein
- 1987: Reden ist Silber
- 1987: Ich hab' Dich lieb
- 1989: Du von nebenan
- 1990: Ich lebe in dir
- 1991: Niemand ist wirklich allein
- 1991: Martinique Cherie
- 1992: Viva Maria
- 1992: Mon Amour
- 1997: Du kannst mich mal
- 1997: Für immer gut drauf (Niemand ist wirklich allein)
- 1998: Parlez-Moi d'Amour (Ich lebe in dir)
- 1999: Und darum lieb ich dich (Nur ein bisschen Zärtlichkeit)
- 2004: Viel zu jung
- 2004: Komm, geh nicht vorbei
- 2005: Einmal ist keinmal
- 2005: Manchmal träum' ich mich zu dir (Komm, geh' nicht vorbei)
- 2010: Unser Lied im Radio
- 2014: Für immer wir
- 2016: Mein Herz
- 2018: Da ist ein Stern